# Derek Raymond
Derek Raymond, pseudonimo di Robert William Arthur Cook (Londra, 12 giugno 1931 – Londra, 30 luglio 1994), è stato uno scrittore britannico.

## Biografia
Nato da una famiglia aristocratica, inizia da giovane a viaggiare soggiornando in Italia, Francia, Marocco e Turchia, svolgendo i mestieri più disparati, dall'insegnante al tassista.
Esordisce nel 1962 con il romanzo The Crust on Its Uppers firmandosi Robin Cook, ma raggiunge la popolarità solo con la Serie della Factory iniziata nel 1984 con E morì a occhi aperti sotto lo pseudonimo di Derek Raymond e composta da cinque capitoli.
Sposatosi cinque volte e padre di due figli, muore a Londra il 30 luglio 1994.
Autore di una quindicina di gialli, è considerato tra i padrini del moderno Noir britannico.

## Opere principali

### Serie della Factory
- E morì a occhi aperti (He Died with His Eyes Open) (1984), Padova, Meridiano Zero, 1998 traduzione di Filippo Patarino ISBN 8882370011. - Nuova ed. Roma, Fanucci, 2016 ISBN 9788866882923.
- Aprile è il più crudele dei mesi (The Devil's Home on Leave) (1985), Padova, Meridiano Zero, 1998 traduzione di Filippo Patarino ISBN 8882370038. - Nuova ed. Roma, Fanucci, 2016 ISBN 9788866882930.
- Come vivono i morti (How the Dead Live) (1986), Padova, Meridiano Zero, 1999 traduzione di Alberto Pezzotta ISBN 8882370070. - Nuova ed. Roma, Fanucci, 2016 ISBN 9788866883005.
- Il mio nome era Dora Suarez (I Was Dora Suarez) (1990), Padova, Meridiano Zero, 1999 traduzione di Alberto Pezzotta ISBN 888237016X. - Nuova ed. Roma, Fanucci, 2016 ISBN 9788866883012.
- Il museo dell'inferno (Dead Man Upright) (1993), Padova, Meridiano Zero, 2003 traduzione di Alberto Pezzotta ISBN 8882370461. - Nuova ed. Roma, Fanucci, 2017 ISBN 9788866883135.

### Altri romanzi
- The Crust on Its Uppers (1962)
- Bombe Surprise (1963)
- A State of Denmark (1964)
- The Legacy of the Stiff Upper Lip (1966)
- Atti privati in luoghi pubblici (Public Parts And Private Places) (1967), Padova, Meridiano Zero, 2004 traduzione di Pier Francesco Paolini ISBN 8882370798.
- Gli inquilini di Dirt Street (The Tenants Of Dirt Street) (1971), Padova, Meridiano Zero, 2005 traduzione di Valeria Bastia ISBN 8882371085.
- Le Soleil qui s’éteint (1982)
- Incubo di strada (Nightmare In The Street) (1988), Padova, Meridiano Zero, 2010 traduzione di Marco Vicentini ISBN 9788882372224.
- Quando cala la nebbia rossa (Not Till the Red Fog Rises) (1994), Padova, Meridiano Zero, 2007 traduzione di Marina Rotondo ISBN 9788882371401. - Nuova ed. Roma, Fanucci, 2016 ISBN 9788866883135.

### Biografie
- Stanze nascoste (Hidden Files) (1992), Padova, Meridiano Zero, 2010